# Сливенско
 Тази статия е за историко-географската област.  За административната област вижте Сливен (област).  За общината вижте Сливен (община).
Сливенско е историко-географска област в Югоизточна България, около град Сливен.
Територията ѝ съвпада приблизително с някогашната Сливенска околия, а днес включва голяма част от община Сливен (без селата Божевци, Зайчари, Средорек, Стара река и Изгрев от Еленско, Ичера и Раково от Котленско и Биково и Младово от Новозагорско), както и селата Боров дол, Бяла паланка, Жълт бряг и Шивачево в община Твърдица и Гълъбинци в община Тунджа. Разположена е в Сливенската котловина и съседните части на Сливенска планина. Граничи с Еленско на север, Котленско на североизток, Ямболско на юг и Новозагорско на запад.